# Geshe Kelsang Gyatso
El venerable Gueshe Kelsang Gyatso (en tibetano: དགེ་བཤེས་བཀལ་བཟང་རྒྱ་མཚོ།; Wylie: dge bshes bskal bzang rgya mtsho; Reino del Tíbet, 4 de junio de 1931 - 17 de septiembre de 2022)fue un maestro tibetano de meditación y un maestro de budismo.Gueshe-la (significa "querido maestro"), como lo llamaban sus estudiantes, fue el responsable de la difusión a nivel mundial del movimiento Nueva Tradición Kadampa del cual es fundador. En 1981, su Guía Espiritual Triyhang Doryhechang, le animó a difundir una nueva presentación del Budismo Kadampa para el mundo occidental moderno que todos pudieran entender y practicar fácilmente. Así nació la Nueva Tradición Kadampa. 
Desde entonces, el venerable Gueshe-la trabajó incansablemente para desarrollar y promover la Nueva Tradición Kadampa en occidente. Esta nueva presentación preserva fielmente las enseñanzas desde Buda Shakyamuni (fundador del budismo), pasando por Atisha (fundador de la tradición Kadampa) hasta Yhe Tsongkhapa (fundador de la Nueva Tradición Kadampa) de forma contemporánea y accesible para la población occidental. El venerable Gueshe Kelsang Gyatsosigue la tradición centenaria de realizar prácticas puras entre las cuales se encuentran las ofrendas y oraciones al Protector del Dharma, Dorge Shugden. Un Protector del Dharma es una emanación de un Buda o de un Bodhisattva y su principal función es eliminar los obstáculos internos y externos de los practicantes que les impiden alcanzar realizaciones espirituales así como proporcionar las condiciones necesarias para su práctica.
En los últimos tiempos, la persona responsable de difundir la práctica de Dorge Shugden fue el maestro Triyhang Doryhechang, guru raíz no solo del venerable Gueshe-la, sino de muchos practicantes gelugpas, desde modestos novicios hasta lamas de alto rango. Triyhang Doryhechang animó a sus discípulos a confiar en Dorge Shugden y en numerosas ocasiones concedió las iniciaciones. Cuando Triyhang Doryhechang ya era muy anciano, para evitar que la práctica del Protector del Dharma Dorge Shugden degenerara, escribió un extenso texto titulado Sinfonía que deleita a un océano de conquistadores, que es un comentario a la alabanza a Dorge Shugden titulada “Eones infinitos”, de Tagpo Kelsang Khedrub Rimpoché.

## Biografía
Nació en el Tíbet en 1931, fue ordenado como monje budista a la edad de ocho años, recibiendo el nombre con el cual es conocido que significa "Océano de buena fortuna". Estudió en las grandes universidades monásticas del Tíbet y obtuvo el título de Gueshe, que significa ´amigo espiritual´. Bajo la dirección de su Guía Espiritual, Triyhang Rimpoché, permaneció durante dieciocho años haciendo retiros de meditación a los pies del Himalaya.
En 1959 debió abandonar el Tíbet y huir a la India donde permaneció durante diecisiete años en un monasterio en la ciudad de Buxar.
En el año 1976 fue invitado por el Lama Thubten Yeshe y el Lama Zopa Rinpoche para impartir enseñanzas en el Instituto Manjushri en Inglaterra llegando a ese país en agosto de 1977.
Es fundador en 1991 de la Nueva Tradición Kadampa y autor de más de veinte libros sobre budismo y meditación, desde introducciones básicas hasta avanzados textos filosóficos y manuales de meditación. Todos los libros de Gueshe Kelsang están publicados por la editorial de la NKT, Editorial Tharpa.
Gueshe-la ha diseñado tres programas especiales de estudio y establecido centros y grupos en diversas ciudades del mundo. Además ha formado a cientos de maestros cualificados y creado una floreciente comunidad de monjes y monjas. También ha diseñado un proyecto para construir templos budistas en las ciudades más importantes del mundo.
En sus enseñanzas, Gueshe Kelsang hace hincapié en la importancia de la meditación y cómo aplicarla en la vida diaria, en la necesidad de ser verdaderamente felices y en cultivar un buen corazón para poder ayudar a los demás. Él mismo mostró estas cualidades en su propia vida.
Lleva el mismo nombre que el séptimo Dalái lama, Gyalwa Kelsang Gyatso (1708-1757).

## Obra
En la bibliografíade Gueshe Kelsang Gyatso, publicada por la editorial Tharpa, hay tres niveles de profundidad en las enseñanzas:

### Libros básicos sobre budismo y meditación
- 2001 – Introducción al budismo: una presentación del modo de vida budista. ISBN 978-84-920943-6-3
- 2005 – Nuevo manual de meditación: meditaciones para una vida feliz y llena de significado. ISBN 978-84-933148-5-9
- 2009 – Cómo solucionar nuestros problemas humanos. ISBN 978-84-936169-3-9
- 2011 – Budismo moderno. ISBN 978-84-937043-3-9
- 2015 – Nuevo ocho pasos hacia la felicidad. ISBN 978-84-18368-06-6
- 2017 – Cómo transformar tu vida. ISBN 978-84-16472-49-9
- 2019 – El espejo del Dharma : cómo descubrir el verdadero significado de la vida humana. ISBN 978-84-17112-68-4

### Libros de Nivel Intermedio sobre Budismo y Meditación
- 1996 – El camino gozoso de buena fortuna. ISBN 978-84-920943-1-8
- 1996 – Compasión universal. ISBN 978-84-920943-2-5
- 2001 – Tesoro de contemplación. ISBN 978-84-933148-0-4
- 2004 – Guía de las obras del Bodhisatva. ISBN 978-84-933148-2-8
- 2005 – Una vida con significado, una muerte gozosa. ISBN 978-84-933148-4-2
- 2006 – Gema del corazón. ISBN 978-84-933148-7-3
- 2008 – El voto del Bodhisatva. ISBN 978-84-936169-0-8
- 2013 – Nuevo corazón de la sabiduría. ISBN 978-84-15849-24-7
- 2014 – Cómo comprender la mente. ISBN 978-84-15849-75-9
- 2018 – Océano de néctar. ISBN 978-84-17112-64-6

### Libros sobre Tantra
- 1989 – La luz clara del gozo. ISBN 978-84-85151-66-0
- 1997 – Guía del paraíso de las Dakinis. ISBN 978-84-920943-3-2
- 1998 – Caminos y planos tántricos. ISBN 978-84-920943-4-9
- 2006 – Mahamudra del Tantra. ISBN 978-84-933148-6-6
- 2007 – Esencia de vajrayana.  ISBN 978-84-933148-8-0
- 2016 – Las instrucciones orales del Mahamudra: la esencia misma de las enseñanzas de Buda sobre el Sutra y el Tantra. ISBN 978-84-16472178
- 2020 – Gran tesoro de méritos. ISBN 978-8418368868